# Eric Holmqvist
Eric Bertil Holmqvist (i riksdagen kallad Holmqvist i Malmö senare Holmqvist i Kallhäll), född 2 februari 1917 i Svalövs församling, Malmöhus län, död 5 juni 2009 i Solna församling, Stockholms län, var en svensk socialdemokratisk politiker.
Holmqvist arbetade som biträde på Frökontrollanstalten i Svalöv 1930–1945, som ombudsman på HSB i Malmö 1945–1947 och som studiesekreterare på Handelsanställdas förbund 1947–1957. Han var därefter sakkunnig på Försvarsdepartementet 1958 och sekreterare på Finansdepartementet 1958–1961. Holmqvist var också ordförande i Malmö arbetarekommun 1949–1959.
Holmqvist var riksdagsledamot 1953–1982. Han var jordbruksminister 1961–1969, inrikesminister 1969–1973 och försvarsminister 1973–1976.
Eric Holmqvist växte upp i en socialdemokratiskt engagerad familj, där brodern Sture Holmqvist var kommunalråd i Svalöv och dennes fru Mary Holmqvist riksdagspolitiker. I riksdagen skrev han 20 egna motioner, främst om utbildningsfrågor som avskaffande av terminsavgifterna vid de allmänna läroverken samt inrättande av en professur i ekonomisk historia vid i Lunds universitet
I sin ungdom var Holmqvist cirkusartist i trapetsnumret 3 Liners. Han utnämndes till skogsvetenskaplig hedersdoktor vid Skogshögskolan 1969.
Eric Holmqvist är begravd på Ulriksdals begravningsplats.